# Карановска хронологична система
Карàновска хронологѝчна систèма е системата, на базата на която се определя относителната хронология на неолита, халколита и ранната бронзова епоха в древна Тракия.
Изработена е въз основа на стратиграфията на седемте културни пласта в Карановската селищна могила. Караново I – II (култура Караново I – II) обхваща ранния неолит, Караново III (култура Веселиново – Караново III) – средния неолит, Караново IV (култура Калояновец) – късния неолит, Караново V – VI (култура Марица и културен комплекс Коджадермен – Гумелница – Караново VI) – халколита и Караново VII (култура Езеро) – края на ранната бронзова епоха.
Праисторическото развитие на българските земи показва локални особености в различните райони на страната, които позволяват да бъдат проследени отделните археологически култури. Така например в Софийското и Златишко-Пирдопското поле ранният неолит (Караново I – II ) е представен от културата Кремиковци – Чавдар, а късният халколит – от културния комплекс Криводол – Сълкуца – Бакърно гумно.
Карановската хронологична система е формулирана от Васил Миков през 1958 г. и е разширена и допълнена от Георги Георгиев през 1959 г. По-късните проучвания на Азмашката могила при Стара Загора, селищната могила при село Езеро, Сливенско, и Казанлъшката селищна могила допълват и уточняват съдържанието ѝ. С помощта на системата се определя относителната хронология на праисторическите култури в Югоизточна Европа.
При следващи проучвания, започнали в началото на 1980-те години, Карановската селищна могила е проучвана от българо-австрийска експедиция с ръководители от българска страна професор Георги Георгиев и по-късно Васил Николов, а от австрийска страна – професор Щефан Хилер. Новите разкопки дават нова и по-прецизна информация за живота на праисторическото население. Карановската хронологична система е допълнена и прецизирана от Васил Николов, като са добавени новите периоди Караново II-III и Караново III-IV.